# Biała Prudnicka
Pour les articles homonymes, voir Biała.
Biała Prudnicka (prononcé en polonais : /ˈbʲawa prudˈɲit͡ska/; en allemand: Zülz; en tchèque: Bělá; en latin: Bela; en silésien: Biołŏ) est une ville de Pologne, située dans le sud du pays, dans la voïvodie d'Opole. Elle est le siège de la gmina de Biała Prudnicka, dans le powiat de Prudnik. 

## Géographie
Biała Prudnicka se trouve à proximité de la frontière tchèque. Elle est arrosée par la Biała (pl), un affluent gauche de la Osobłoga long de 23 km.

## Histoire
Au Moyen Âge, une communauté juive importante vivait dans le village jusqu'à ce ceux-ci obtiennent leur émancipation par Frédéric-Guillaume III de Prusse. 
De 1743 à 1945, Zülz fait partie de l'arrondissement de Neustadt-en-Haute-Silésie dans la district d'Oppeln au sein de la province de Silésie.
Zülz, une ville à très grande majorité germanophone, fait partie de la province de Haute-Silésie allemande jusqu'en 1945.
La ville a été conquise par les troupes soviétiques en avril 1945 lors de l'opération Gemse, pendant la bataille de Biała Prudnicka.
À cette date, elle est rattachée à la Pologne et prend le nom de Biała Prudnicka. La population allemande est expulsée et remplacée par des Polonais.

## Personnalités liées à la ville
- Solomon Cohn (1594–1648), rabbin orthodoxe
- Katarzyna Czochara (1969-), politique

## Jumelages
- Marienheide (Allemagne) depuis 1993
- Město Albrechtice (Tchéquie) depuis 2003
- Vlčice (district de Jeseník) (Tchéquie) depuis 2004